# Artillery Knob
Artillery Knob är en kulle i Australien. Den ligger i kommunen Meander Valley och delstaten Tasmanien, i den sydöstra delen av landet, omkring 170 kilometer nordväst om delstatshuvudstaden Hobart. Toppen på Artillery Knob är 1 127 meter över havet. Artillery Knob ligger vid sjön Twisted Lakes.
Runt Artillery Knob är det mycket glesbefolkat, med 2 invånare per kvadratkilometer..
I omgivningarna runt Artillery Knob växer i huvudsak städsegrön lövskog. Genomsnittlig årsnederbörd är 1 598 millimeter. Den regnigaste månaden är augusti, med i genomsnitt 204 mm nederbörd, och den torraste är januari, med 63 mm nederbörd.